# Jan Kanty Szeptycki
Jan Kanty Szeptycki (1. října 1836 Prylbyči – 13. listopadu 1912 Prylbyči) byl rakouský politik polské národnosti z Haliče, v 2. polovině 19. století poslanec Říšské rady.

## Biografie
Byl šlechticem a politikem.
Byl zvolen na Haličský zemský sněm. Ten ho roku 1870 delegoval i do Říšské rady (celostátní parlament, volený nepřímo zemskými sněmy). Opětovně byl zemským sněmem do vídeňského parlamentu vyslán roku 1871 za kurii venkovských obcí. Složil slib 28. prosince 1871. Jeho mandát byl 21. dubna 1873 prohlášen pro dlouhodobou absenci za zaniklý. Později až do své smrti zasedal v Panské sněmovně (horní komora Říšské rady).
Zemřel v listopadu 1912 na svém statku ve východohaličské Přilbici (dnes Prylbyči na Ukrajině).